# Vesajärvi (sjö i Egentliga Finland)
Vesajärvi är en sjö i Finland. Den ligger i Sommarnäs i Somero stad i landskapet Egentliga Finland, i den södra delen av landet, 80 km nordväst om huvudstaden Helsingfors. Vesajärvi ligger 105 meter över havet. I omgivningarna runt Vesajärvi växer i huvudsak blandskog. Arean är 46,7 hektar och strandlinjen är 5,79 kilometer lång. Sjön  ingår i Pemar å huvudavrinningsområde. 